# Dioxys chalicoda
Dioxys chalicoda là một loài ong trong họ Megachilidae. Loài này được Lucas miêu tả khoa học đầu tiên năm 1849.